# Václav Jemelka
Václav Jemelka (Olomouc, 23 juni 1995) is een Tsjechisch voetballer. Hij speelt sinds 2020 bij OH Leuven op uitleenbasis.

## Carrière

### Sigma Olomouc
Hij debuteerde bij Sigma Olomouc op 30 september 2016 in de competitiewedstrijd tegen Viktoria Žižkov. Zijn eerste goal scoorde hij op 10 september 2017 tegen Slavia Praag.

### OH Leuven
Op 5 oktober 2020 raakte bekend dat Jemelka zou worden uitgeleend aan OH Leuven. OH Leuven bedwong hierbij een aankoopoptie.